# Йосиф Охридски
 Тази статия е за духовника от XVIII век.  За духовника от XIX век, вижте Йосиф Преспански и Охридски (XIX век).  
Йосиф е православен духовник, охридски архиепископ около 1746-1751 година.

## Биография
Сведенията за архиепископ Йосиф са оскъдни. Преди да стане архиепископ е пелагонийски митрополит. Той заема охридската катедра на 13 януари 1746 година. Напуска длъжността в края на 1751 или началото на 1752 година.